# مقاطعة مينارد (إلينوي)
مقاطعة مينارد (بالإنجليزية: Menard County)‏ هي إحدى المقاطعات في ولاية إلينوي في الولايات المتحدة الأمريكية.